# Paul McKeon
Paul McKeon (Dublin, 1959. szeptember 19. –) ír nemzetközi labdarúgó-játékvezető.

## Pályafutása

### Nemzeti játékvezetés
Ellenőreinek, sportvezetőinek javaslatára lett az 1998-ban I. Liga játékvezetője. Az aktív nemzeti játékvezetéstől 2009-ben vonult vissza.

### Nemzetközi játékvezetés
Az Ír labdarúgó-szövetség Játékvezető Bizottsága (JB) terjesztette fel nemzetközi játékvezetőnek, a Nemzetközi Labdarúgó-szövetség (FIFA) 1999-től tartotta nyilván bírói keretében. Több nemzetek közötti válogatott és klubmérkőzést vezetett. A ír nemzetközi játékvezetők rangsorában, a világbajnokság-Európa-bajnokság sorrendjében többedmagával a 12. helyet foglalja el 1 találkozó szolgálatával. Az aktív nemzetközi játékvezetéstől 2004-ben a FIFA 45 éves korhatárát elérve búcsúzott. Válogatott mérkőzéseinek száma: 4.

#### Európa-bajnokság
Svájc rendezte a 13., a 2002-es U21-es labdarúgó-Európa-bajnokságot, ahol az előselejtezőkben a FIFA/UEFA JB bíróként alkalmazta.
| Időpont           | Helyszín     | Mérkőzés típusa | Mérkőzés              | Eredmény |
| ----------------- | ------------ | --------------- | --------------------- | -------- |
| 2001. március 23. | Magyarország | előselejtező    | Magyarország–Litvánia | 4 : 1    |

Az európai-labdarúgó torna döntőjéhez vezető úton Portugáliába a XII., a 2004-es labdarúgó-Európa-bajnokságra az UEFA JB játékvezetőként foglalkoztatta.
| Időpont             | Helyszín                     | Mérkőzés típusa           | Mérkőzés                 | Eredmény | Nézők száma |
| ------------------- | ---------------------------- | ------------------------- | ------------------------ | -------- | ----------- |
| 2002. szeptember 7. | Olimpiai Stadion, Serravalle | előselejtező (4. csoport) | San Marino–Lengyelország | 0 : 2    | 2 000       |

#### Nemzetközi kupamérkőzések

##### UEFA-kupa
| Időpont             | Helyszín                    | Mérkőzés típusa         | Mérkőzés                      | Eredmény |
| ------------------- | --------------------------- | ----------------------- | ----------------------------- | -------- |
| 2003. augusztus 14. | Infetti Stadion, Birkirkara | selejtező (1. mérkőzés) | Birkirkara FC–Ferencvárosi TC | 0 : 5    |